# Loxorhombia idea
Loxorhombia idea là một loài bướm đêm trong họ Geometridae.